# Готфрид IX (Цигенхайн)
Готфрид IX фон Цигенхайн (на немски: Gottfried IX von Ziegenhain; † 9 март 1425) е от 1401 г. съграф на Цигенхайн и Нида.

## Биография
Той е третият син на граф Готфрид VIII фон Цигенхайн-Нида († 1394) и съпругата му Агнес фон Брауншвайг-Гьотинген († 1416), дъщеря на херцог Ернст I фон Брауншвайг-Гьотинген и Елизабет фон Хесен. Брат е на Енгелберт III († 1401), Йохан II († 1450) и Ото, архиепископ на Трир († 1430).
През 1395 г. Готфрид IX е каноник във Фритцлар, а през 1402 г. е домхер в Майнц. Брат му Йохан II става граф през 1401 г. и го прави съграф на Цигенхайн и Нида. През 1414 г. Йохан II и Готфрид IX имат конфликт със Зигфрид фон Феркенхаузен и получават имперско наказание. През 1415 г. двамата превземат с битка замък Лисберг. След три години (1418) те продават половината от замъка на ландграф Лудвиг фон Хесен.
Готфрид IX се жени 1422 г. за Урсула фон Баден (* 24 октомври 1409, † 24 март 1429), дъщеря на маркграф Бернхард I фон Баден. Бракът е бездетен.
Той умира на 9 март 1425 г. Вдовицата му Урсула фон Баден се омъжва втори път 1426 г. за херцог Улрих II фон Тек († 1432).